# Baukau

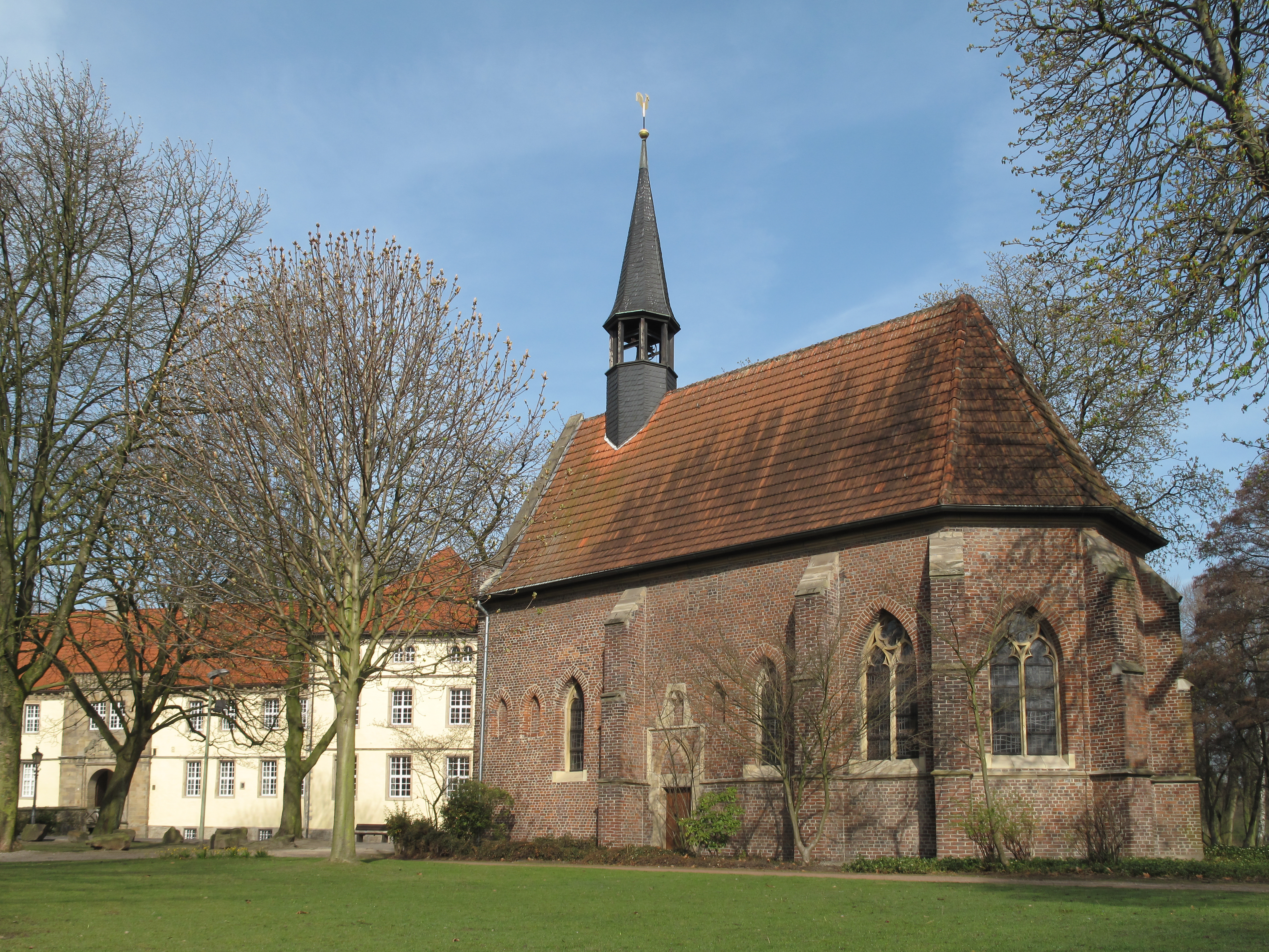
Schlosskapelle Strünkede

Baukau ist ein Teil der westfälischen Stadt Herne im Ruhrgebiet. Baukau ist geteilt in den größeren Teil Baukau-Ost, der zum Stadtbezirk Herne-Mitte gehört, und Baukau-West, das zum Stadtbezirk Wanne gehört.

## Geographie
Baukau liegt in der Niederung des Emscherlands. Im Bereich der Emscher wird eine Landhöhe von rund 45 m üNN erreicht. In Richtung der Herner Innenstadt, nach Süden, steigt das Gelände allmählich an. In Baukau bildet die Emscher die Nordgrenze Hernes zu Recklinghausen. Parallel zum Fluss ist auf Herner Gebiet der Rhein-Herne-Kanal geführt. Nordwestlich des Strünkeder Schlossparks mündet der Ostbach in die Emscher. Am Großmarkt tritt der bis dahin unterirdisch geführte Schmiedesbach zu Tage. Er fließt ebenfalls der Emscher zu und bildete vor 1975 im Bereich des Rhein-Herne-Kanals die westliche Stadtgrenze Hernes. Somit war der begradigte und verrohrte Bach damals die „natürliche“ Grenze zwischen Baukau und Crange.

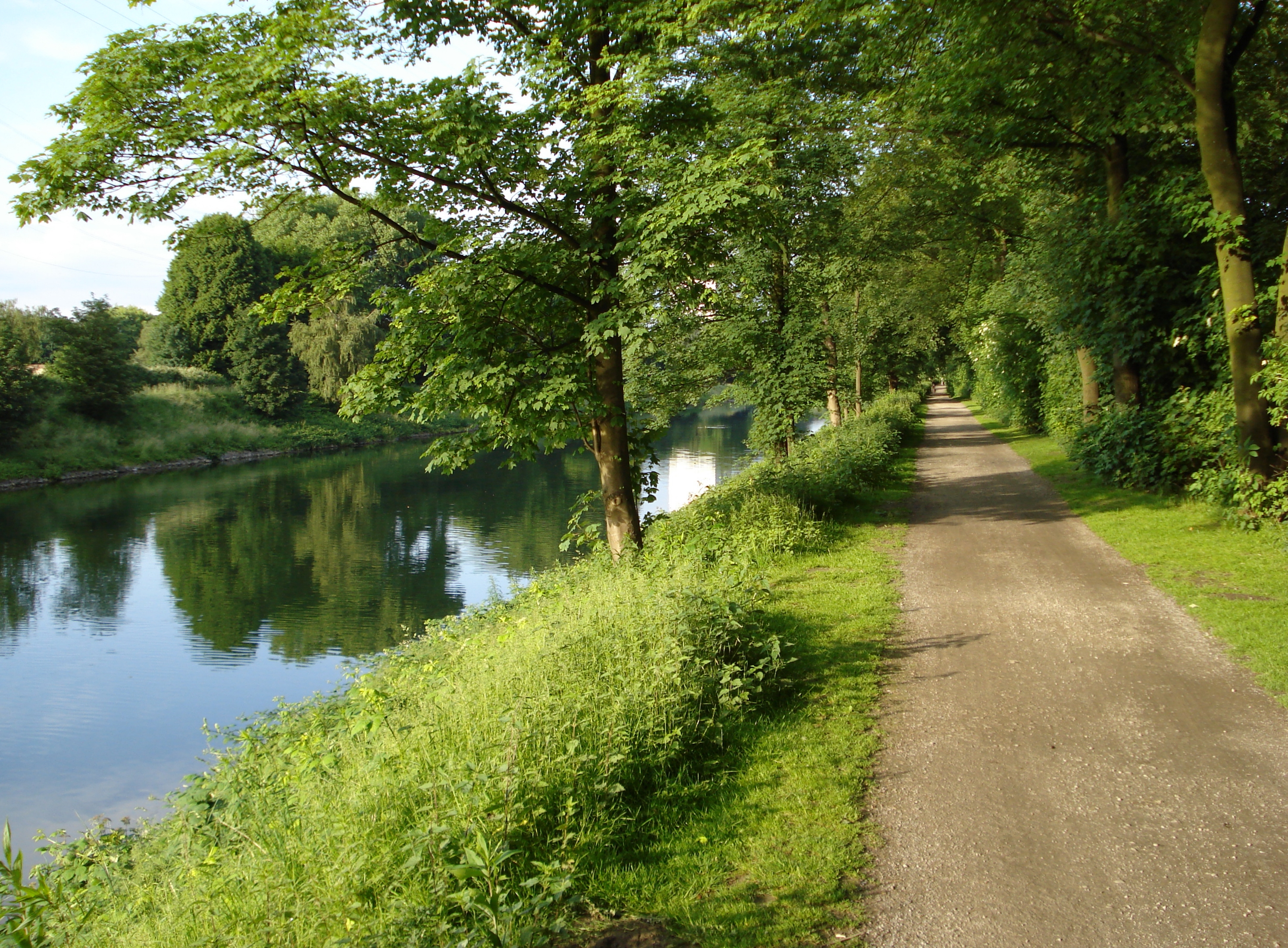
Der Rhein-Herne-Kanal mit Uferweg in Herne-Baukau
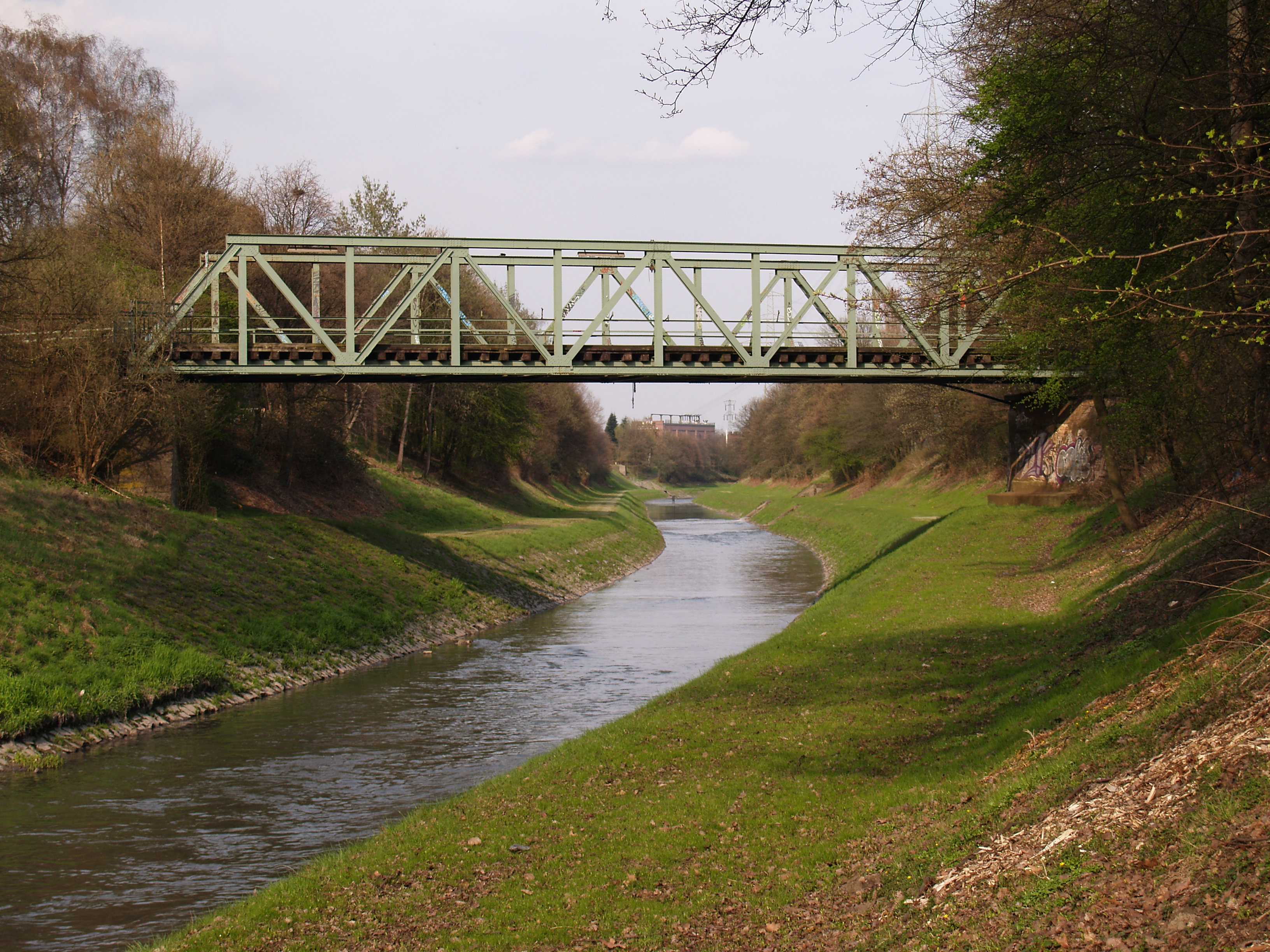
Die Emscher als Grenzfluss zwischen Recklinghausen (links) und Herne, mit den Mündungsbauwerken des Ostbachs (Mitte rechts)
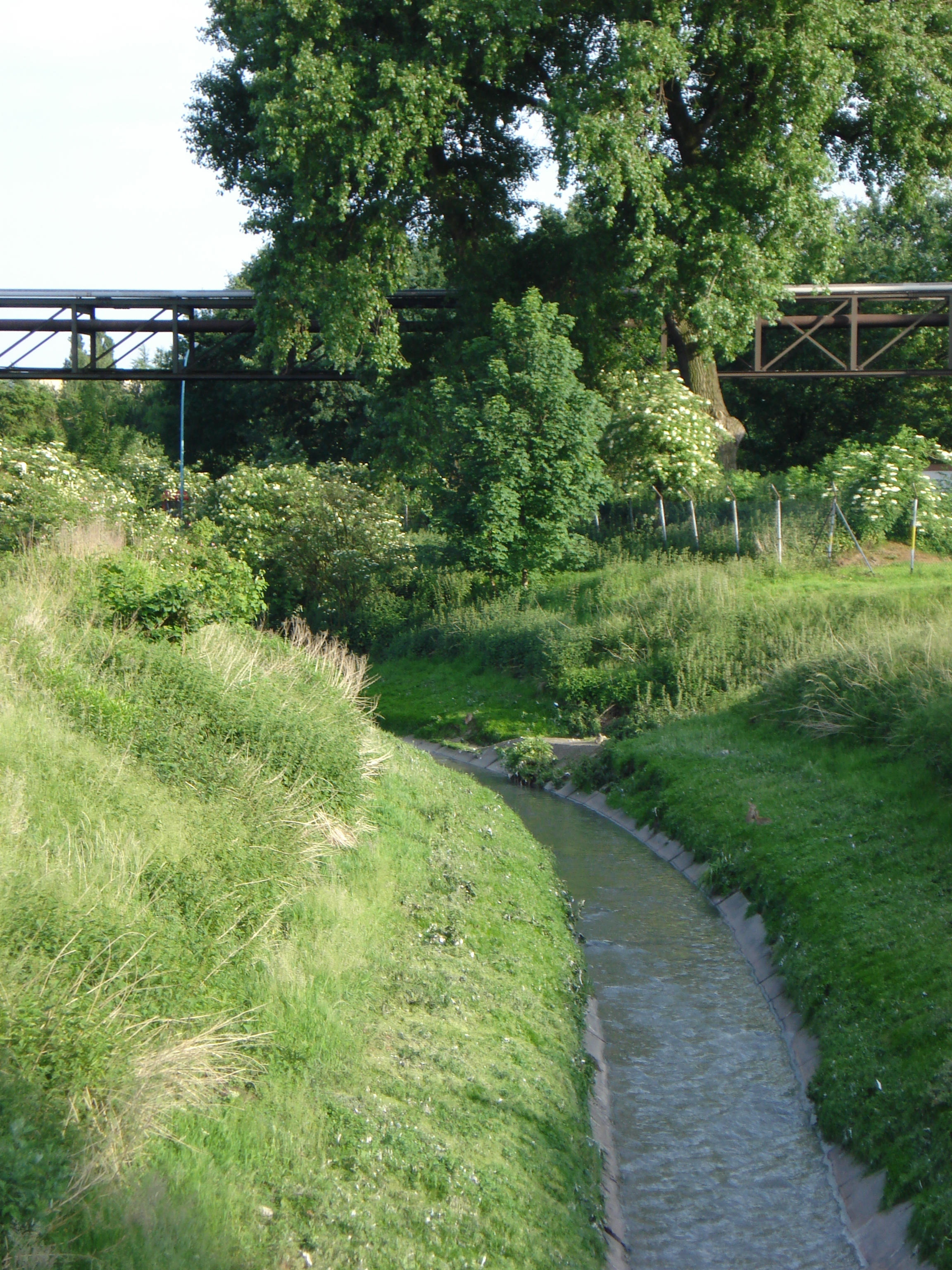
Noch im kaiserzeitlichen Korsett: der kanalisierte Ostbach kurz vor dem Rhein-Herne-Kanal
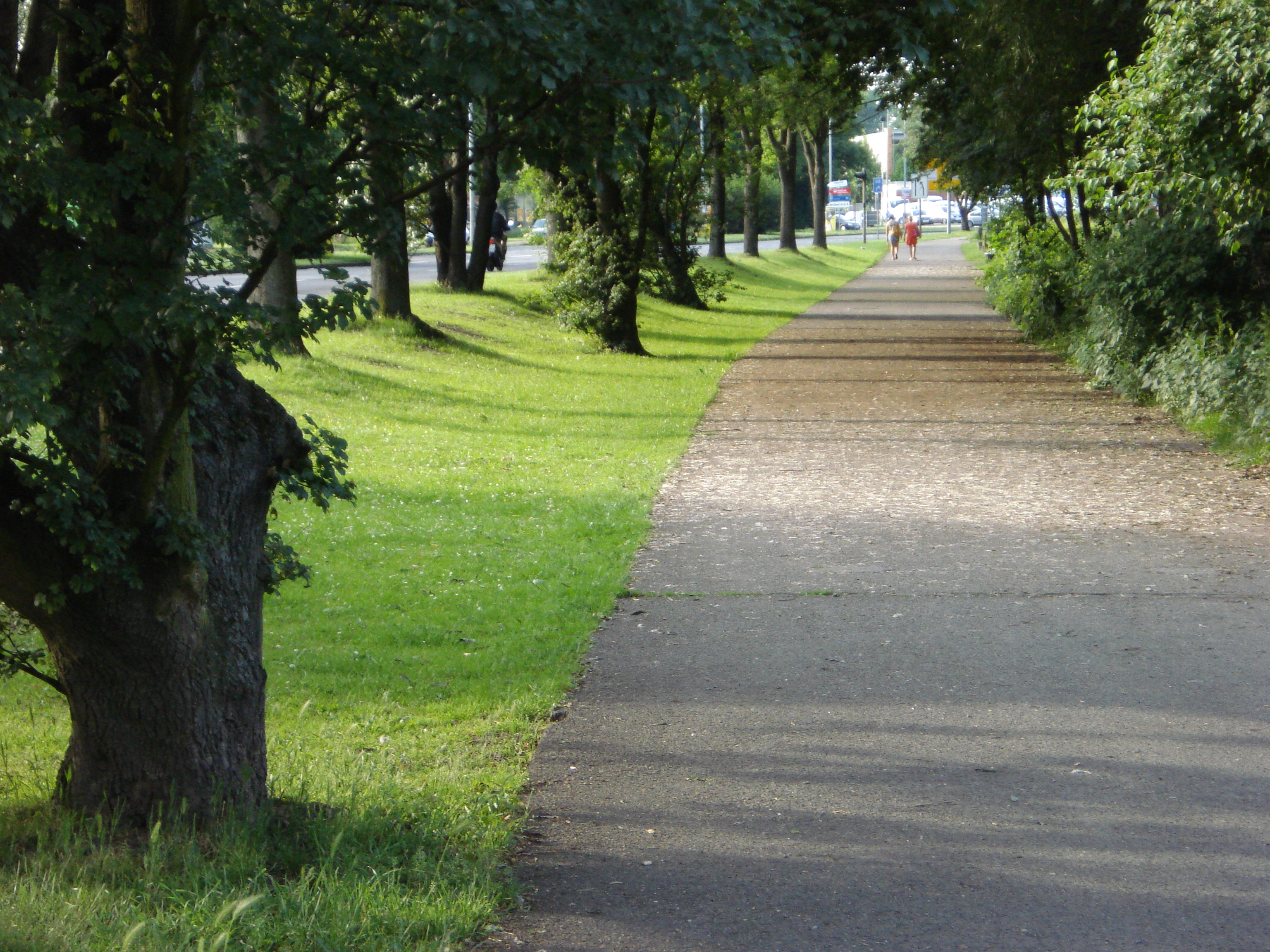
Nur noch erahnt werden kann der unterirdische Verlauf des Westbachs unter dem Spazierweg am Schlosspark

## Ortsname
Für die Entstehung des Ortsnamens existieren zwei Theorien. Einmal wird er von altsächsisch Boickauwe für Bauerschaft hergeleitet. Die sachkundige Annahme des Stadtarchivs Herne lautet, der Name setze sich zusammen als Bauk-au, was  niederdeutsch für Buchen-Aue stünde.

## Geschichte

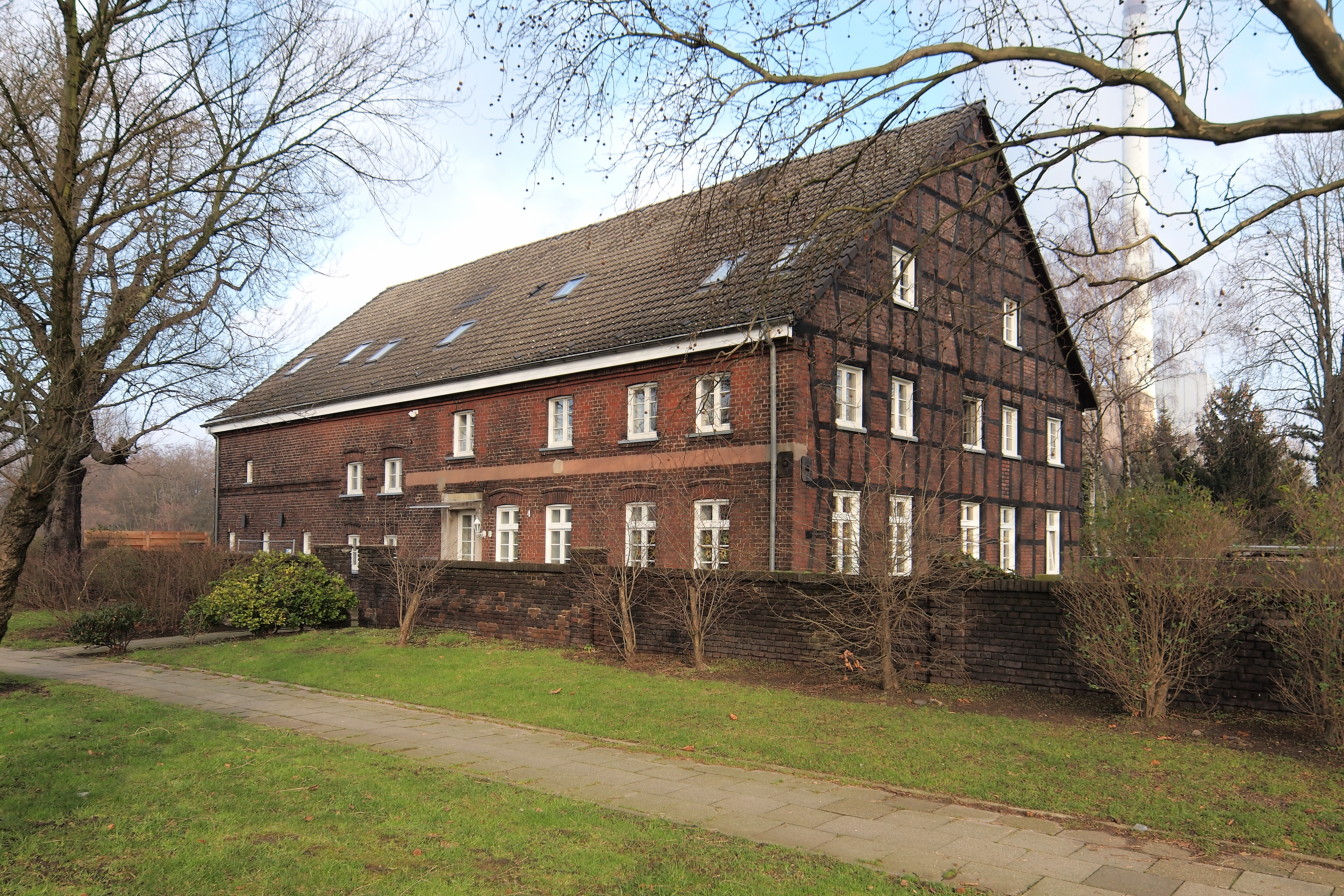
Altes Bauernhaus mit Fachwerkgiebelwand in Baukau

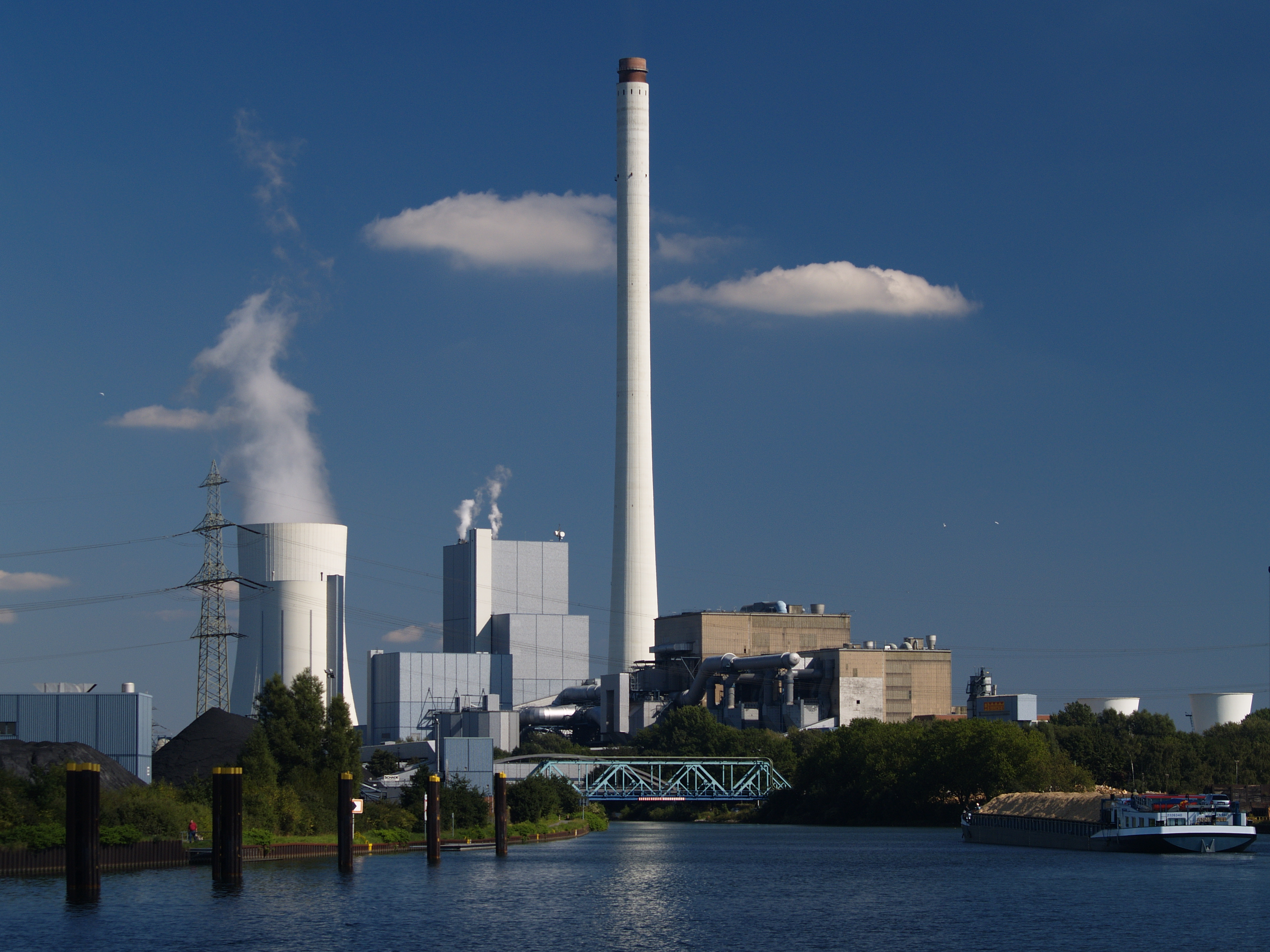
Kraftwerk der Steag

Ein Gut Boko(u)we wird 1378 erstmals urkundlich genannt. Die Bauerschaft Baukau gehörte seit dem Mittelalter zum Kerkspel Herne und lag im Herrschaftsbereich der Strünkeder Ritter.
Seit 1844 war Baukau eine Gemeinde im Amt Herne. Als Herne 1897 Stadtrecht erhielt, wurde das Amt Baukau aus den verbleibenden Gemeinden des vormaligen Amtes Herne gebildet. Es umfasste die Gemeinden Baukau, Horsthausen, Pöppinghausen, Bladenhorst und Hiltrop. Am 1. April 1908 wurde Baukau ein Stadtteil von Herne, das Amt Baukau wurde aufgelöst.
1866 begann im Gebiet Baukaus die Kohleförderung der Zeche Providence, oder von der Heydt, wie der Muter Wilhelm Endemann das Kohlefeld 1855 zunächst genannt hatte. Ab 1894 wurde ein zweiter Schacht abgeteuft. Als 1889 die Harpener Bergbau AG die Zeche übernahm, wurde der Name endgültig in Von der Heydt abgeändert. Ab 1918 war die Förderung mit der Zeche Julia zusammengelegt, die bis 1961 bestand. Auch nach deren Stilllegung wurden Bauabteilung und Markscheiderei der Zeche Von der Heydt am Harpener Weg für die Zeche Recklinghausen weiter genutzt.
In den Jahren 1962/63 nahm die Steag das Kraftwerk Herne-Baukau am Rhein-Herne-Kanal mit zunächst zwei Blöcken von je 150 MW Leistung in Betrieb. Bereits 1966 wurde ein dritter Block mit 300 MW errichtet. Die letzte Erweiterung des Standortes erfolgte 1989 mit dem Bau eines Blocks 4 mit 500 MW. Gleichzeitig wurde ein 300 m hoher Schornstein für die gesamte Anlage errichtet und ein gewaltiger Kühlturm. Beide sind heute schon aus der Ferne zu erkennen. Nachdem Block 1 im Jahr 2000 stillgelegt wurde, war für 2008 die Errichtung eines fünften Blocks von ähnlichen Dimensionen wie beim letzten Ausbau geplant. Die Ausbaupläne wurden jedoch vom Betreiber zurückgestellt.
Seit 1914 stellt der Rhein-Herne-Kanal eine wichtige europäische Wasserstraße an der Nordgrenze Baukaus dar. Der Kanal wurde parallel zur Emscher geführt, die Geografie deren Tals ausnutzend. In Baukau befand sich die Schleuse Herne-West des Kanals, deren Betrieb durch die bauliche Veränderung und Modernisierung des Wasserweges inzwischen eingestellt werden konnte.
Die Gebietsreform 1975 brachte mit der Vereinigung von Herne und Wanne-Eickel eine geringfügige politische Veränderung für Baukau. Während der überwiegende Teil des Stadtteils den Kommunalwahlbezirk Baukau bildet und zum Stadtbezirk Mitte zählt, ist ein kleiner Teil im Westen des Stadtteils dem Kommunalwahlbezirk Crange / Baukau zugeordnet worden, der zum Stadtbezirk Wanne gehört.
Seit den 1950er Jahren befindet sich in Baukau, nahe der Herner Innenstadt, ein Berufsschulzentrum mit kaufmännischem Schwerpunkt. In der unmittelbaren Nähe des Komplexes wurden in den 1970er und 80er Jahren  eine Realschule und ein Gymnasium errichtet.

## Statistik
Zum 31. Dezember 2019 lebten 16.968 Einwohner in Baukau, davon 4.192 Einwohner im Ortsteil Baukau-West und 12.776 Einwohner im Ortsteil Baukau-Ost.

### Baukau-West
Struktur der Bevölkerung im statistischen Bezirk Baukau-West im Jahr 2019:
- Bevölkerungsanteil der unter 18-Jährigen: 16,5 % (Herner Durchschnitt: 16,0 %)[5]
- Bevölkerungsanteil der mindestens 65-Jährigen: 19,4 % (Herner Durchschnitt: 21,8 %)[6]
- Ausländeranteil: 18,8 % (Herner Durchschnitt: 18,7 %)[7]
- Arbeitslosenquote: 7,8 % (Herner Durchschnitt: 7,9 %)[8]

Struktur der Bevölkerung im statistischen Bezirk Scharpwinkel-Ring im Jahr 2019:
- Bevölkerungsanteil der unter 18-Jährigen: 18,5 % (Herner Durchschnitt: 16,0 %)[5]
- Bevölkerungsanteil der mindestens 65-Jährigen: 19,6 % (Herner Durchschnitt: 21,8 %)[6]
- Ausländeranteil: 15,2 % (Herner Durchschnitt: 18,7 %)[7]
- Arbeitslosenquote: 6,1 % (Herner Durchschnitt: 7,9 %)[8]

### Baukau-Ost
Struktur der Bevölkerung im statistischen Bezirk Strünkede im Jahr 2019:
- Bevölkerungsanteil der unter 18-Jährigen: 16,6 % (Herner Durchschnitt: 16,0 %)[5]
- Bevölkerungsanteil der mindestens 65-Jährigen: 20,8 % (Herner Durchschnitt: 21,8 %)[6]
- Ausländeranteil: 18,9 % (Herner Durchschnitt: 18,7 %)[7]
- Arbeitslosenquote: 8,3 % (Herner Durchschnitt: 7,9 %)[8]

Struktur der Bevölkerung im statistischen Bezirk Baukau-Kern im Jahr 2019:
- Bevölkerungsanteil der unter 18-Jährigen: 17,4 % (Herner Durchschnitt: 16,0 %)[5]
- Bevölkerungsanteil der mindestens 65-Jährigen: 24,9 % (Herner Durchschnitt: 21,8 %)[6]
- Ausländeranteil: 21,9 % (Herner Durchschnitt: 18,7 %)[7]
- Arbeitslosenquote: 8,6 % (Herner Durchschnitt: 7,9 %)[8]

## Verkehr
Baukau liegt am Verbindungszweig der Bahnstrecke Wanne-Eickel–Hamburg zur Bahnstrecke Duisburg–Dortmund.

## Sehenswürdigkeiten

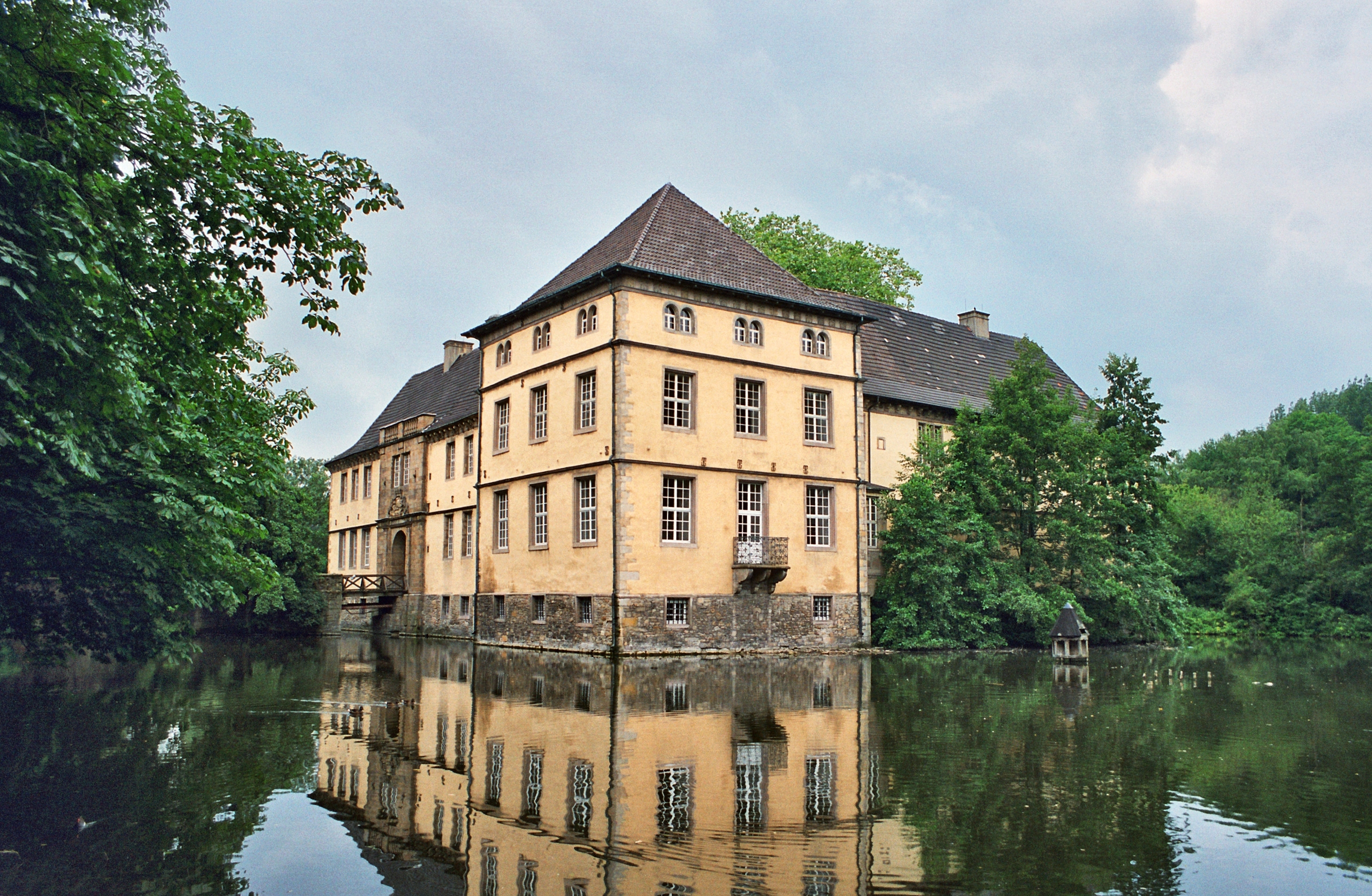
Schloss Strünkede

Auf dem Gebiet Baukaus liegt das Schloss Strünkede mit seiner gotischen Schlosskapelle. Sie ist das älteste erhaltene Bauwerk in Herne. Beide liegen im Schlosspark in der Emscherniederung und sind von Gräften umgeben. Das Schloss ist Standort des Emschertal-Museums. Das Museum verfügt über eine öffentlich zugängliche Bibliothek. Weiterhin befindet sich im Schlosspark die Städtische Galerie Hernes, die in einer Gründerzeitvilla untergebracht ist.

## Sport
Im Schlosspark befindet sich das Stadion des Fußballvereins SC Westfalia Herne. Es ist die größte Sportstätte der Stadt. Das Schulzentrum Baukaus bietet mit seinen Turnhallen unter anderem dem Baukauer Turnclub eine Heimat. Der Verein wurde bereits 1879 gegründet. Der Tennisclub Emschertal Herne hat seine Tennisanlage an der Forellstraße.

## Persönlichkeiten
- Karl Rembert (1868–1966), Gymnasiallehrer, Heimatkundler und Museumsleiter in Krefeld